# Andinosaura aurea
Andinosaura aurea — вид ящірок родини гімнофтальмових (Gymnophthalmidae). Ендемік Еквадору.

## Поширення і екологія
Andinosaura aurea відомі з двох місцевостей, розташованих в Еквадорських Андах, на північному сході провінції Ель-Оро. Вони живуть в сухих високогірних лісах і чагарникових заростях та на високогірних луках парамо. Зустрічаються на висоті від 2775 до 2789 м над рівнем моря.

## Збереження
МСОП класифікує цей вид як вразливий. Andinosaura aurea загрожує знищення природного середовища.